# Leptotarsus (Habromastix) cinerascens
Leptotarsus (Habromastix) cinerascens is een tweevleugelige uit de familie langpootmuggen (Tipulidae). De soort komt voor in het Australaziatisch gebied.